# Баљци (Билећа)
Баљци су насељено мјесто у општини Билећа, у Републици Српској, Босна и Херцеговина. Према попису становништва из 1991. у насељу је живјело 417 становника. На попису становништва 2013. године, према подацима Агенције за статистику Босне и Херцеговине пописано је 300 становника.

## Становништво
| Националност       | 1991. | 1981. | 1971. | 1961. |
| Срби               | 413   |       |       |       |
| Муслимани          | 2     |       |       |       |
| Југословени        | 1     |       |       |       |
| остали и непознато | 1     |       |       |       |
| Укупно             | 417   |       |       |       |

| Демографија | Демографија | Демографија |
| Година      | Становника  | Становника  |
| ----------- | ----------- | ----------- |
| 1948.       | 618         |             |
| 1953.       | 628         |             |
| 1961.       | 602         |             |
| 1971.       | 585         |             |
| 1981.       | 486         |             |
| 1991.       | 417         |             |

## Знамените личности
- Коста Грубачић, педагог, публициста и политички радник
- Милош Бајовић, народни херој Југославије
- Светозар Вујовић, фудбалер и тренер